# 月曜ドラマ・イン
『月曜ドラマ・イン』（げつようドラマイン）は、テレビ朝日系列局で1991年10月7日から2000年3月13日まで、毎週月曜20時枠に放送されていた日本のテレビドラマの放送枠。

## 概要
元々この枠は大阪・朝日放送（ABC）の制作枠で、バラエティ番組などが放送されていたが、1991年10月からドラマ枠へと転換。1992年4月からはテレビ朝日へと制作局が移り1話完結のドラマを放送し、同年10月よりこの枠名が付けられた。さらに1993年1月からは連続ドラマ移行に際している。なおABC制作枠は月曜20時枠→火曜20時枠に変更された。
視聴率はほぼ10%以下で推移していたため、2000年春改編時にドラマ枠を現在の金曜23時枠（金曜ナイトドラマ）へと移動させ、空いた月曜20時枠をスポーツバラエティ番組『スポコン!』に置き換えられる形で打ち切られた。その一方で、放送当時まだ若手の俳優・女優を積極的に起用したという側面も持ち合わせる若手の役者にとっては登竜門的な放送枠であった。そのため当時はまだ無名であったが打ち切り後にブレイクした俳優や女優も多い。
これらの作品は若者・中高生向けの作品が多く、この層から高い支持を獲得した。漫画（主に少女漫画）を原作とした作品も多い。また、ほとんどの年の1月期はバレンタインを出す作品が多い。
ここでは、1992年10月から2000年3月までの作品のほか、「月曜ドラマ・イン」の枠名を冠する以前の1991年10月から1992年9月までのドラマ枠の作品（ABC制作時代含む）も簡単に紹介する。

## 放送していた局
| 放送対象地域  | 放送局           | 系列                          | ネット形態 | 備考                                                              |
| ------------- | ---------------- | ----------------------------- | ---------- | ----------------------------------------------------------------- |
| 関東広域圏    | テレビ朝日       | テレビ朝日系列                | 同時ネット | 『本当にあった怖い話』以降の制作局                                |
| 北海道        | 北海道テレビ     | テレビ朝日系列                | 同時ネット |                                                                   |
| 青森県        | 青森朝日放送     | テレビ朝日系列                | 同時ネット |                                                                   |
| 岩手県        | 岩手朝日テレビ   | テレビ朝日系列                | 同時ネット | 1996年10月開局から                                                |
| 宮城県        | 東日本放送       | テレビ朝日系列                | 同時ネット |                                                                   |
| 秋田県        | 秋田朝日放送     | テレビ朝日系列                | 同時ネット | 1992年10月開局から                                                |
| 山形県        | 山形放送         | 日本テレビ系列 テレビ朝日系列 | 遅れネット | 1993年3月まで                                                     |
| 山形県        | 山形テレビ       | テレビ朝日系列                | 同時ネット | 1993年4月のフジテレビ系列からテレビ朝日系列へのネットチェンジから |
| 福島県        | 福島放送         | テレビ朝日系列                | 同時ネット |                                                                   |
| 新潟県        | 新潟テレビ21     | テレビ朝日系列                | 同時ネット |                                                                   |
| 長野県        | 長野朝日放送     | テレビ朝日系列                | 同時ネット |                                                                   |
| 静岡県        | 静岡朝日テレビ   | テレビ朝日系列                | 同時ネット | [ 6 ]                                                             |
| 石川県        | 北陸朝日放送     | テレビ朝日系列                | 同時ネット |                                                                   |
| 中京広域圏    | 名古屋テレビ     | テレビ朝日系列                | 同時ネット |                                                                   |
| 近畿広域圏    | 朝日放送         | テレビ朝日系列                | 同時ネット | 『赤かぶ検事の逆転法廷』までの制作局                              |
| 広島県        | 広島ホームテレビ | テレビ朝日系列                | 同時ネット |                                                                   |
| 山口県        | 山口朝日放送     | テレビ朝日系列                | 同時ネット | 1993年10月開局から                                                |
| 香川県 岡山県 | 瀬戸内海放送     | テレビ朝日系列                | 同時ネット |                                                                   |
| 愛媛県        | 愛媛朝日テレビ   | テレビ朝日系列                | 同時ネット | 1995年4月開局から                                                 |
| 高知県        | テレビ高知       | TBS系列                       | 遅れネット | [ 7 ]                                                             |
| 福岡県        | 九州朝日放送     | テレビ朝日系列                | 同時ネット |                                                                   |
| 長崎県        | 長崎文化放送     | テレビ朝日系列                | 同時ネット |                                                                   |
| 熊本県        | 熊本朝日放送     | テレビ朝日系列                | 同時ネット |                                                                   |
| 大分県        | 大分朝日放送     | テレビ朝日系列                | 同時ネット | 1993年10月開局から                                                |
| 鹿児島県      | 鹿児島放送       | テレビ朝日系列                | 同時ネット |                                                                   |
| 沖縄県        | 琉球朝日放送     | テレビ朝日系列                | 同時ネット | 1995年10月開局から                                                |

※この他にも、『柴門ふみセレクション』は福井放送（日本テレビ系列とのクロスネット局）や高知放送（日本テレビ系列）などで他のテレビ朝日系ネット枠番組の特番期代替として単発番組扱いの放送がされた事がある。

## 放送されていた作品

### ABC制作ドラマ枠時代
ビデオリサーチ刊行の『視聴率季報』によると、この時代は『月曜ホームミステリー』という名称がつけられていたようである。
1991年
ダウンタウン探偵組'91
出演：風間杜夫、中村あずさほか　制作：テレパック
1992年
赤かぶ検事の逆転法廷
出演：フランキー堺ほか　制作：松竹

### テレビ朝日制作短編ドラマ枠時代
1992年
本当にあった怖い話
（1話完結を1週につき2本立て、2クール放送）　制作：インタープレナー、大映テレビ、ホリプロ

### 月曜ドラマ・イン時代

#### 1992年
柴門ふみセレクション
（1話完結） 制作：KUJIRA、5年D組、ペンハウス

#### 1993年
いちご白書
出演：小田茜、安室奈美恵、辺見えみりほか　脚本：神山由美子　制作：木下プロダクション
ツインズ教師
出演：髙嶋政宏、石黒賢、鈴木京香、飯島直子、高島礼子ほか　制作：にっかつ撮影所
湘南女子寮物語
出演：水谷豊、田中律子、渡部篤郎、村上里佳子、井上晴美、水野美紀、辺見えみりほか　制作：ニューウェーヴ
愛してるよ!
出演：田原俊彦、南野陽子、安達祐実、葛山信吾ほか　脚本：矢島正雄　制作：MMJ

#### 1994年
南くんの恋人
出演：高橋由美子、武田真治ほか　原作：内田春菊　脚本：岡田惠和　制作：渡辺企画
クニさんちの魔女たち
出演：石黒賢、黒木瞳、細川ふみえ、小田茜、辺見えみりほか  制作：木下プロダクション
青春の影
出演：袴田吉彦、河相我聞ほか　脚本：君塚良一
東京大学物語
出演：稲垣吾郎（SMAP）、瀬戸朝香、袴田吉彦ほか　原作：江川達也  制作：CUC

#### 1995年
さんかくはぁと
出演：山本耕史、永作博美、室井滋、川合千春　制作：T's co.,ltd.
最高の恋人
出演：稲垣吾郎、高橋由美子ほか　脚本：岡田惠和　制作：渡辺企画
カケオチのススメ
出演：長瀬智也（TOKIO）、永作博美、内藤剛志ほか　制作：T's co.,ltd.
花嫁は16才!
出演：中山秀征、ともさかりえほか　制作：ホリプロ

#### 1996年
ハンサムマン
出演：長野博（V6）、小沢真珠、松村邦洋ほか　監督：堤幸彦　制作：T's co.,ltd.
イグアナの娘
出演：菅野美穂、岡田義徳、川島なお美　原作：萩尾望都　脚本：岡田惠和　制作：MMJ
闇のパープル・アイ
出演：雛形あきこ、加藤晴彦ほか　原作：篠原千絵　制作：東映
イタズラなKiss
出演：柏原崇、佐藤藍子ほか　原作：多田かおる　制作：木下プロダクション

#### 1997年
名探偵保健室のオバさん
出演：松雪泰子、三宅健（V6）、京野ことみ　原作：宮脇明子　脚本：江頭美智留ほか　制作：THE WORKS
ふたり
出演：奥菜恵、一色紗英ほか　原作：赤川次郎　脚本：吉田紀子　制作：MMJ
ガラスの仮面
出演：安達祐実、野際陽子、松本恵（現・松本莉緒）ほか　原作：美内すずえ　制作：G・カンパニー
研修医なな子
出演：佐藤藍子、保坂尚輝、国分太一（TOKIO）ほか　原作：森本梢子　制作：5年D組

#### 1998年
おそるべしっっ!!!音無可憐さん
出演：榎本加奈子、岡田義徳、小嶺麗奈ほか　原作：鈴木由美子　脚本：岡田惠和　制作：MMJ
ガラスの仮面2
出演：安達祐実、野際陽子、松本恵（現・松本莉緒）ほか　原作：美内すずえ　制作：G・カンパニー
スウィートデビル
出演：MAX、袴田吉彦、内藤剛志ほか　制作：田辺エージェンシー、イースト
チェンジ!
出演：浅野温子、野村佑香、藤原竜也、うじきつよし、阿部寛ほか　脚本：寺田敏雄　制作：共同テレビ

#### 1999年
可愛いだけじゃダメかしら?
出演：榎本加奈子、山口紗弥加、岡田義徳　原作：鈴木由美子　脚本：岡田惠和　制作：MMJ
あぶない放課後
出演：二宮和也、渋谷すばる（二人共当時 ジャニーズJr.）、加藤あいほか　制作：THE WORKS
天国のKiss
出演：奥菜恵、藤原竜也、宝生舞、TAKA、片瀬那奈ほか　制作：ホリプロ
ベストフレンド
出演：加藤あい、前田愛、赤西仁ほか　制作：木下プロダクション

#### 2000年
月下の棋士
出演：森田剛（V6）、山口紗弥加、田辺誠一、中尾彬、川島なお美　原作：能條純一　脚本：尾崎将也　制作：MMJ